# Juniperus oxycedrus
Pour les articles homonymes, voir Genévrier et Cade.
Espèce
Classification phylogénétique
Statut de conservation UICN

 LC  : Préoccupation mineure
Le genévrier oxycèdre (Juniperus oxycedrus) ou cèdre piquant, est un petit arbre ou un arbrisseau fréquent en région côtière méditerranéenne, où il est l'une des plantes caractéristiques des garrigues et des maquis. Les cônes, comestibles frais, sont bruns à orange. L'arbre est généralement appelé cade ou genévrier cade, oxycèdre ou petit cèdre.
On distingue couramment deux sous-espèces :
- J. oxycedrus subsp. oxycedrus, à port érigé, à feuilles très étroites, à fruits petits ;
- J. oxycedrus subsp. macrocarpa, plus buissonnant et à gros fruits.

Cependant dans une monographie consacrée au genre Juniperus (Junipers of the World, 2004), R.-P. Adams propose de faire de macrocarpa une espèce à part entière (J. macrocarpa) et de diviser la sous-espèce oxycedrus en deux : J. oxycedrus (ouest du bassin méditerranéen) et J. deltoides (est du bassin)[réf. nécessaire].

## Taxonomie

### Étymologie
Cade est un mot provençal (cade). Il vient du latin catanum (Varron, De lingua latina), nom considéré comme gaulois ou ligure par plusieurs auteurs.

### Synonymes
- Juniperus glauca Salisb., 1796[1],[2]
- Juniperus rufescens Link[2]

### Sous-espèces et variétés
Selon l'INPN (7 février 2021) :
- Juniperus oxycedrus L., 1753 subsp. oxycedrus
- Juniperus oxycedrus subsp. badia (H.Gay) Debeaux, 1894
- Juniperus oxycedrus subsp. macrocarpa (Sm.) Ball, 1878

Selon Plants of the World online (POWO) (7 février 2021) :
- Juniperus oxycedrus var. badia H.Gay
- Juniperus oxycedrus var. oxycedrus

### Écologie et habitat

Écogramme d’après Jean-Claude Rameau

Le genévrier cade est le plus courant des genévriers méditerranéens, on le rencontre dans l'ensemble du bassin et sur les hauts plateaux et vallées du Massif central. Il apprécie les lieux arides, rocailleux, sur calcaire ou sur sols acides, où il est fréquemment associé au chêne vert et au chêne kermès.
- Floraison : de février à mai[3]
- Pollinisation : anémogame
- Dissémination : endozoochore

### Morphologie générale et végétative

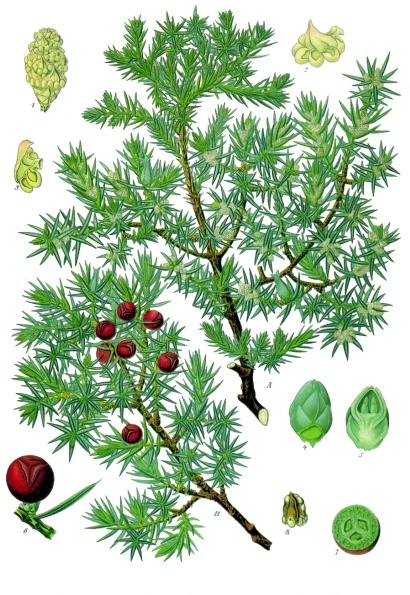
Planche.

Arbre pouvant atteindre 14 mètres, mais dont les dimensions sont en général beaucoup plus modestes (1 à 2 mètres, parfois moins). Écorce grise ou rougeâtre, plutôt rugueuse. Feuillage persistant se présentant sous forme d'aiguilles. Ces aiguilles, à pointe fine et piquante, sont disposées en verticilles de 3 sur 6 rangs. Leur face supérieure porte deux bandes blanches stomatales (rangée de stomates), ce qui permet de faire la distinction avec le genévrier commun (aiguilles à une seule bande blanche).

### Morphologie florale
Le genévrier cade est un arbrisseau dioïque (fleurs mâles et femelles ne poussant pas sur la même plante). Les fleurs mâles et femelles forment des petits cônes.

### Fruit, graines & pollen
Les cônes femelles prennent peu à peu l'apparence de baies, les écailles se soudant les unes aux autres. Ces cônes arrivent à maturité au bout de deux ans environ. Ils forment des baies brun-rouge.

Entre début octobre et fin novembre, le cade émet un pollen pouvant provoquer des allergies chez les personnes sensibles. Par un arrêté du 4 septembre 2020, l'État français donne l'obligation aux distributeurs et vendeurs de cade d'informer leurs clients, via un étiquetage spécifique, du caractère allergisant de son pollen,.

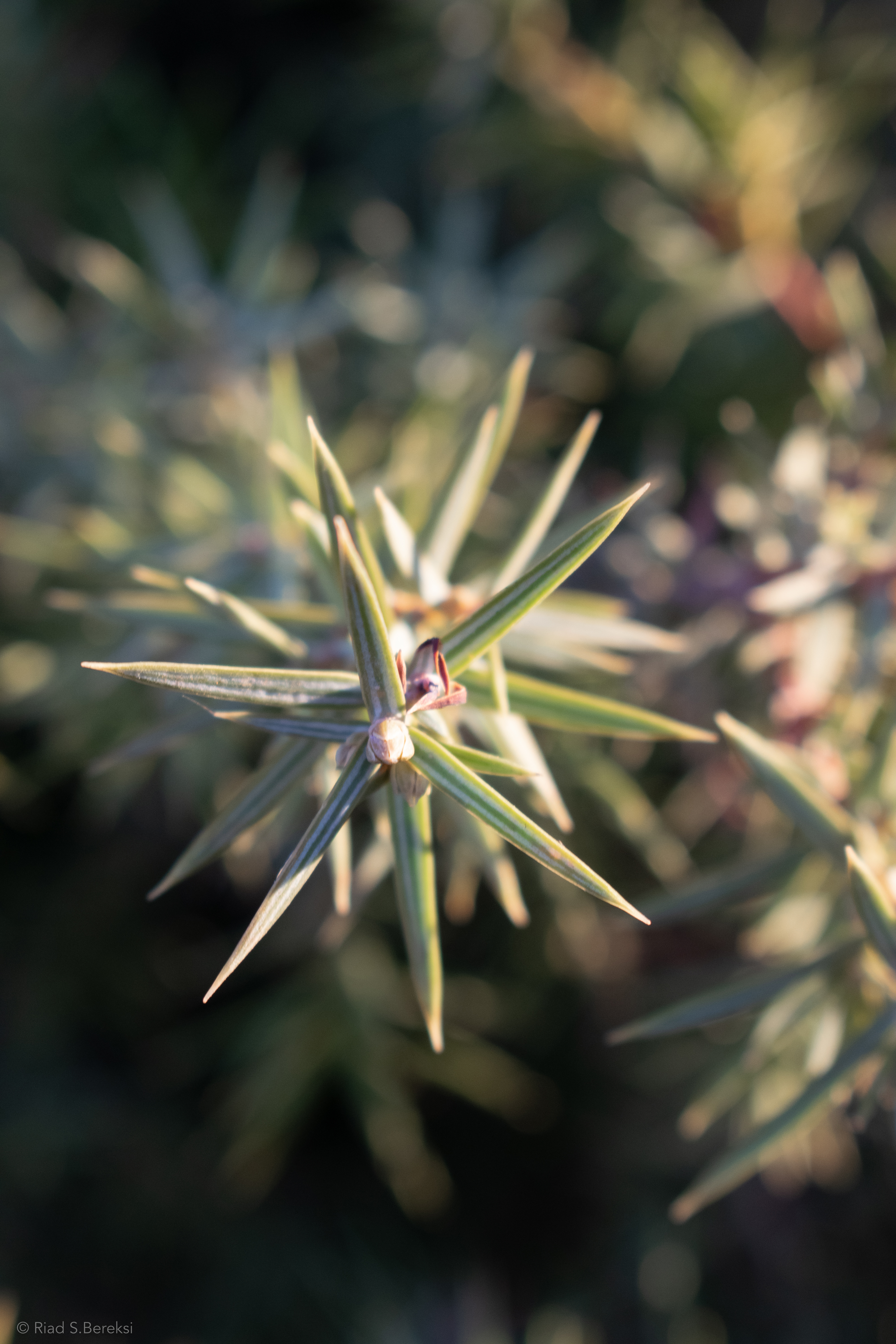
Feuilles, Tlemcen
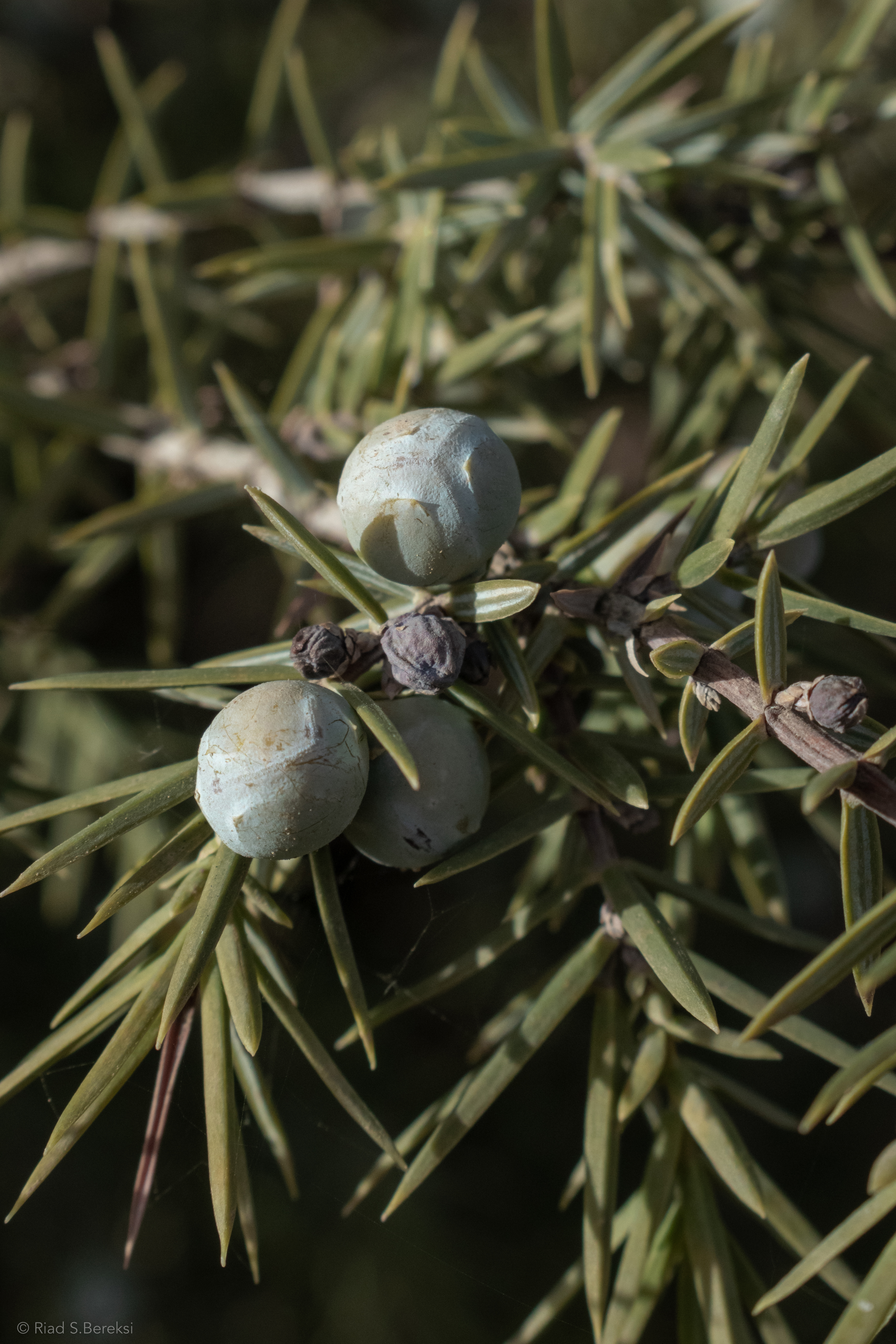
Fruit pas encore mûr, Tlemcen
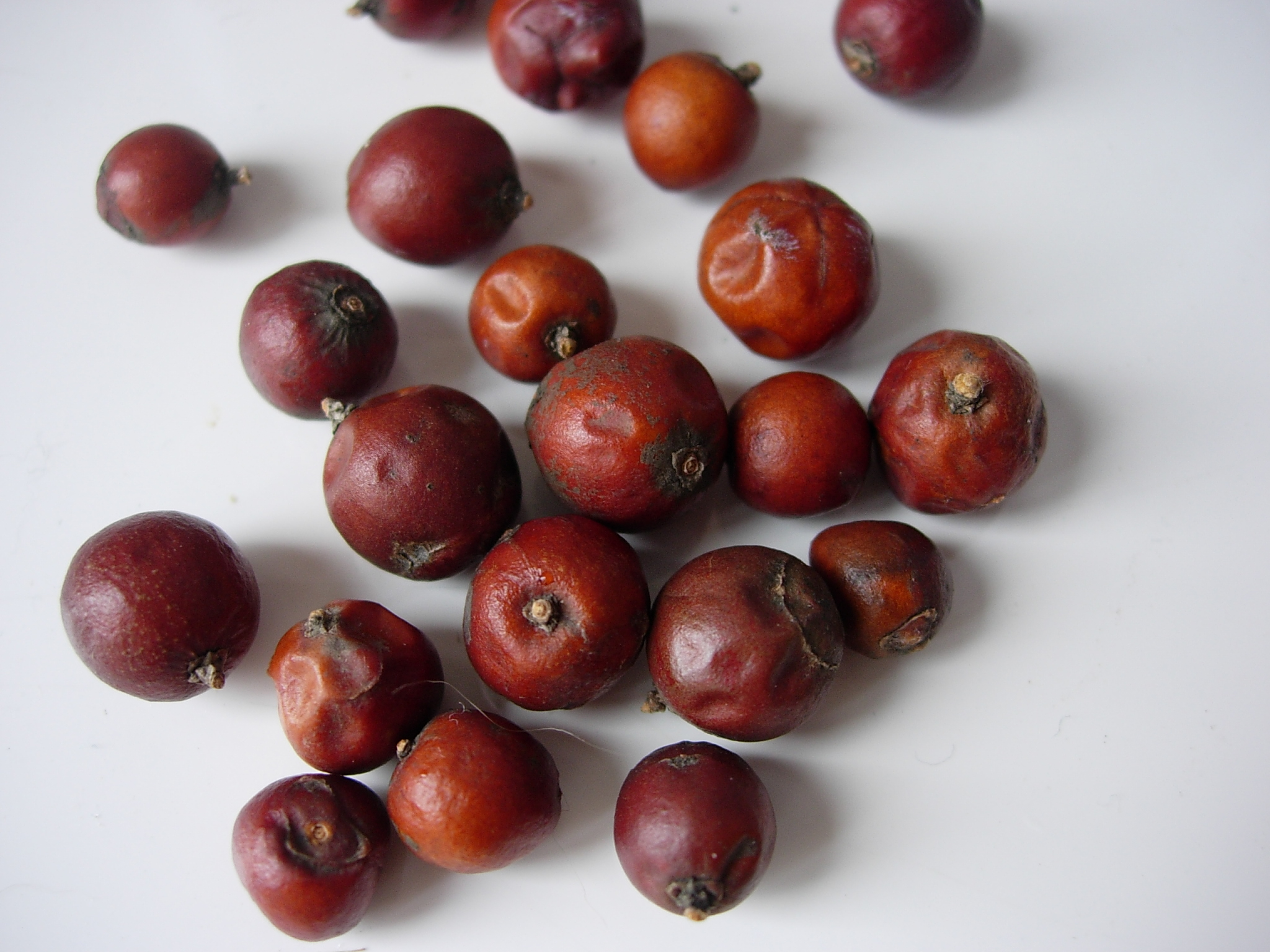
Baies de genévrier cade.

## Utilisation

### L'arbre complet
Dans le Massif central, en Aveyron, dans le Gard, le cade sert comme arbre de mariage et de Noël. Les branches servent à nettoyer les pipes (tonneaux) à cidres, mélangées à l'eau elles retirent les mauvaises odeurs de la pipe.

### Le bois

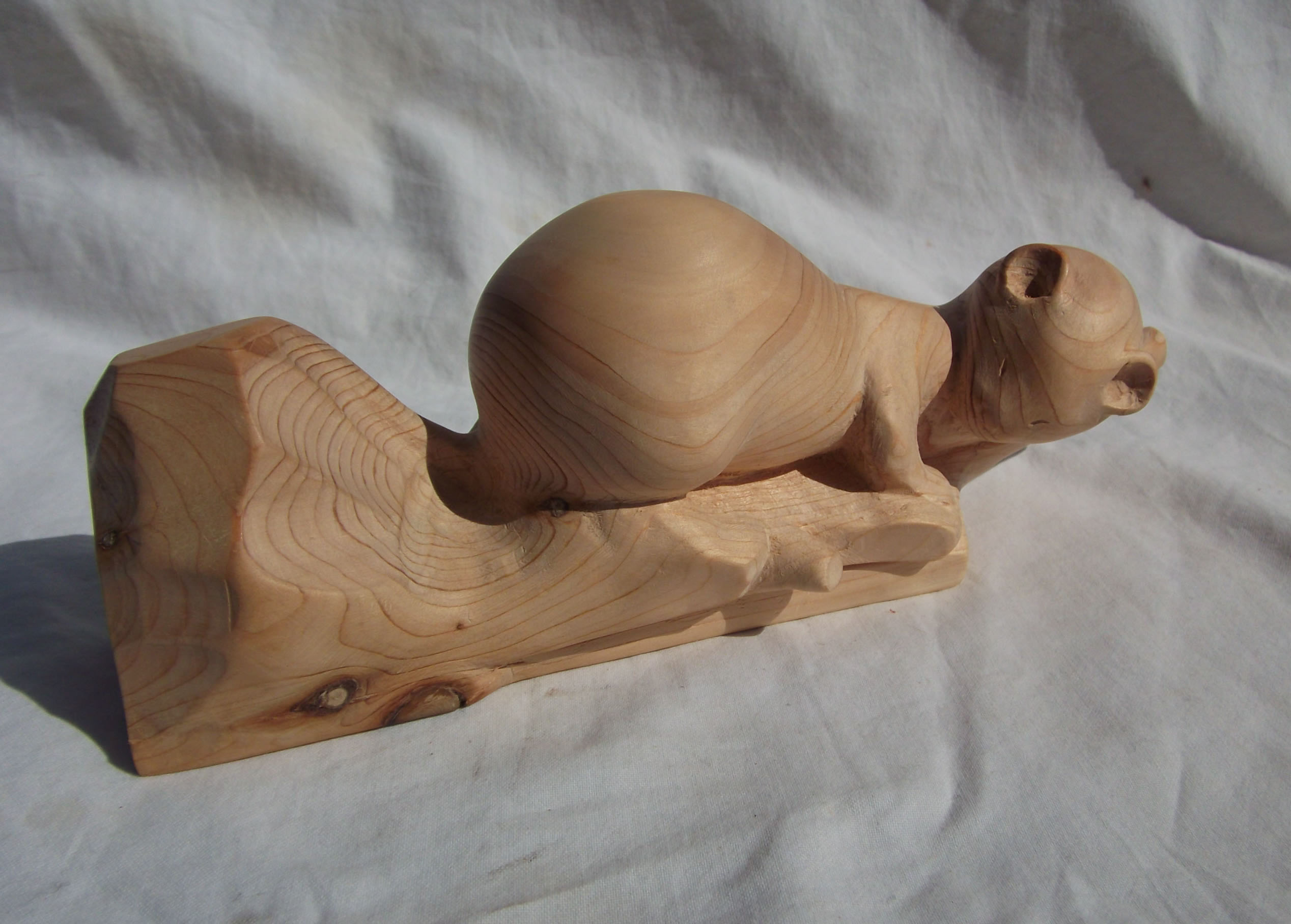
Sculpture en bois de genévrier.

Le bois est l'ennemi des tronçonneuses du fait de sa dureté, et le bois de cœur est quasiment imputrescible. Le bois peut être utilisé dans la statuaire ; on en a fait aussi des linteaux de portes et des plaques ou objets anti-insectes et antimites à glisser dans les penderies.
Il est également recherché en tournerie pour son odeur agréable et la beauté de ses cernes.
En élevage, sous forme de piquets de clôture, avec le défaut d'être très cassant.

### L'huile de cade
(À ne pas la confondre avec l'huile essentielle de cade)
On extrait l'huile de cade par pyrolyse du bois. L'huile de cade est ainsi la fraction la plus légère obtenue par pyrogénation du bois de genévrier cade.
C'est un liquide très coloré et d'odeur empyreumatique (odeur âcre de brûlé). L'huile de cade contient des sesquiterpènes (δ-cadinène, cadalène, calacorène, γ1-muurolène, etc.) dans la fraction volatile et des phénols (guaiacol, crésol).

#### Usages traditionnels

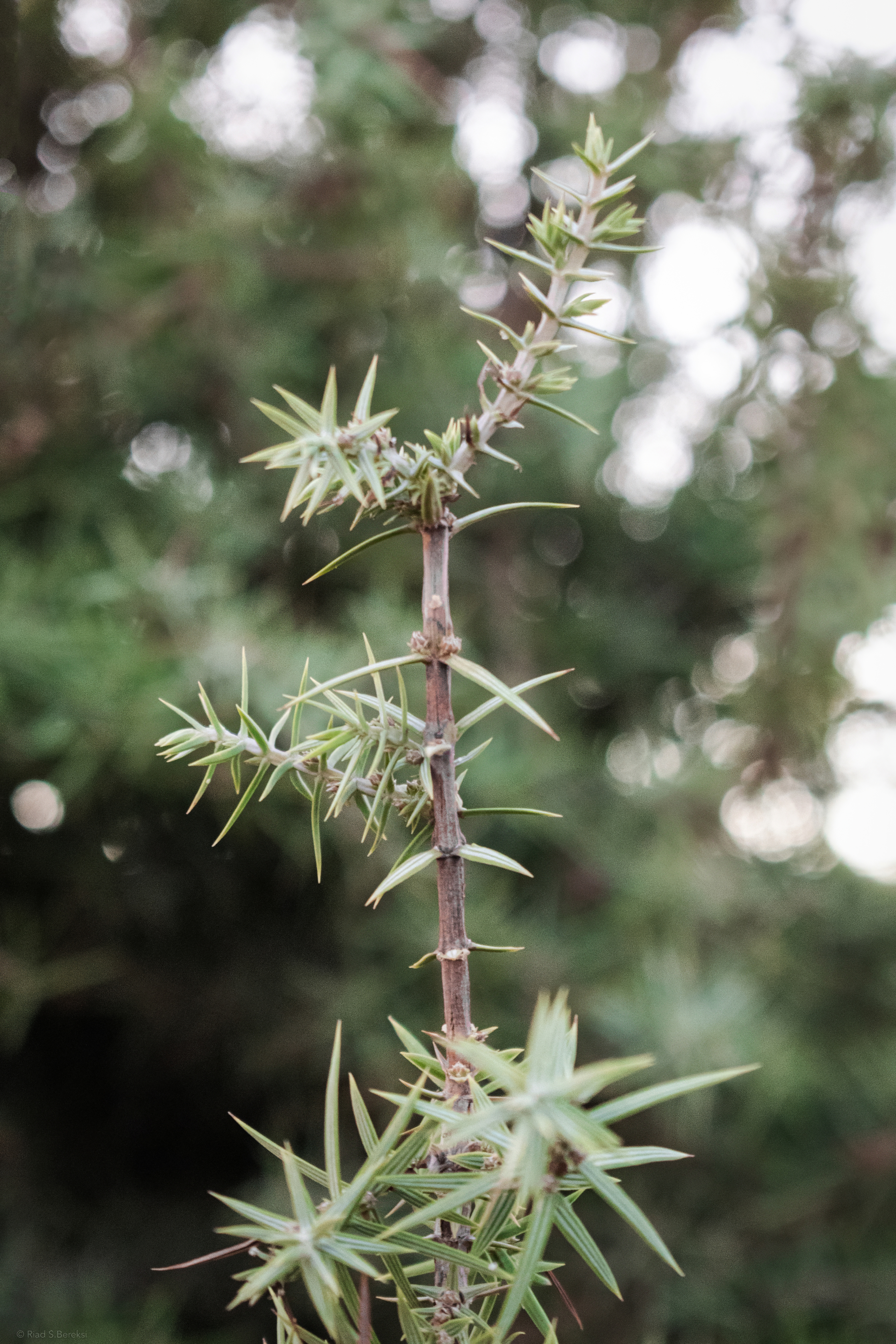
Juniperus oxycedrus, près de Aïn Ghoraba (wilaya de Tlemcen).

L'huile de cade était utilisée autrefois pour ses vertus cicatrisantes et était très appréciée comme antiseptique et désinfectant. Elle était fréquemment associée à divers produits tels que les shampoings. Elle était employée en pommade pour le traitement d'affection de la peau. Elle constituait un traitement local d'appoint du psoriasis et des dermites séborrhéiques.
Elle demeure utilisée en médecine vétérinaire. Elle sert aussi à soigner les sabots des chevaux (entre dans la composition de l'onguent de maréchal). Frédéric Mistral y fait allusion dans le Trésor du Félibrige en parlant d'une huile âpre dont les bergers se servent contre la gale. Elle est très efficace dans l'éloignement des rongeurs, ainsi que comme répulsif d'insectes. Cependant elle ne sent pas très bon et il faut éviter de l'employer « pure » sur la peau. Les facteurs de flûte à bec s'en servent afin de fabriquer le bouchon du bec de la flûte. C'est aussi un excellent antimites. On l'utilisait autrefois dans le Gers pour éviter que les canards ne s'attaquent entre eux en mettant quelques gouttes sur leur croupion.
Au Maghreb, elle est utilisée sur les jarres en terre ou contenant de l'eau pour les aseptiser et imperméabiliser.
Elle est utilisée par les bergers pour soigner la gale du bétail, et traite aussi la gale des poules

#### Ses dangers
Malgré ses nombreux atouts, l'huile de cade peut s'avérer dangereuse pour la santé. Elle est notamment la cause d'intoxications par ingestion ou simple contact avec la peau pouvant créer des troubles respiratoires, neurologiques et cardio-vasculaires. Elle contient des hydrocarbures et des phénols qui sont des substances toxiques. Les applications doivent être de courte durée en raison de risque cancérogène.

### L'huile essentielle de cade
(À ne pas confondre avec l''huile de cade)
L'huile essentielle de cade est extraite du bois par entraînement à la vapeur d'eau. Ses propriétés sont différentes de celles de l'huile de cade.
Composition :
- 50 à 65 % de sesquiterpènes (α-cédrène (en), δ-cadinène, Zonarène, β-caryophyllène) ;
- 8 à 10 % de sesquiterpénols ;
- 5 à 10 % de phénols.

Elle pourrait avoir des effets sur les inflammations (par le biais du β-caryophyllène).

### Les cônes
Les cônes (organes reproducteurs en forme de baie) sont utilisés aussi pour la fabrication d'alcools. Utilisés en macération, ils complètent les baies et agrumes utilisés pour la fabrication de gin.

### La poudre
La poudre de bois de cade est connue pour être un encens naturel. Elle a un pouvoir assainissant, bactéricide et purifiant.[réf. nécessaire]
Au Moyen-Âge, elle était d'ailleurs largement diffusée pour ces propriétés lors des grandes épidémies de peste et de choléra. [réf. nécessaire]

### Les fours à cade

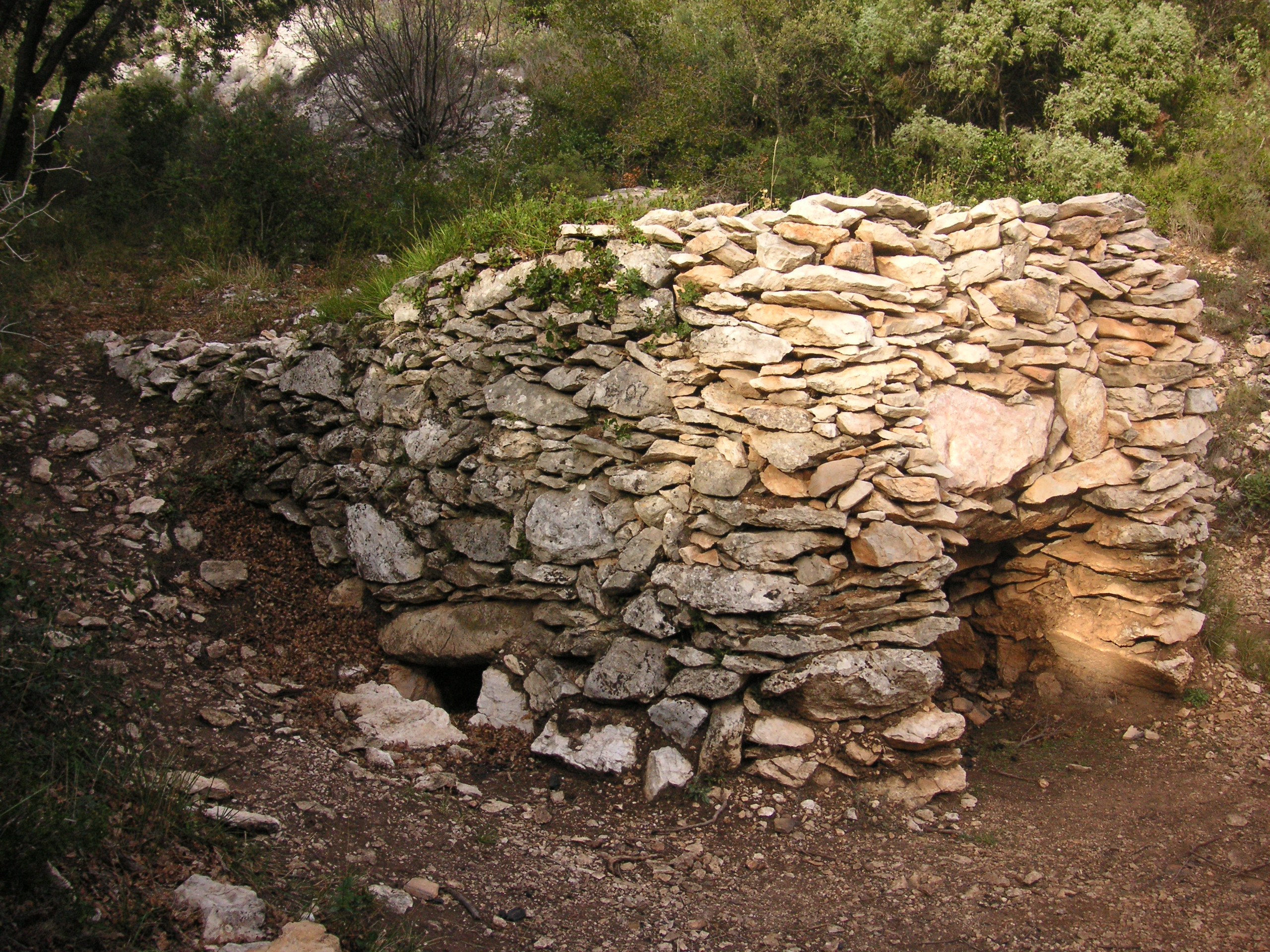
Four à cade restauré à Cuges-les-Pins.

Les fours à cade qu'on trouve encore dans la garrigue en Provence (notamment à Cuges-les-Pins) rappellent l'époque où cette huile était produite directement dans les champs : là où poussait le genévrier cade, on construisait de grands fours cylindriques en pierre, le bois y était lentement consumé et on récupérait l'huile dans la partie basse du four. Leur utilisation a cessé pendant la Seconde Guerre mondiale. Les distilleries modernes ont supplanté cette méthode artisanale.